# Vendsyssel FF
A Vendsyssel Forenede Fodboldklubber, egy dán labdarúgócsapat. 2013-ban alapították, jelenleg a másodosztályban szerepelnek. A csapat a 2018–2019-es szezonban a dán élvonalban szerepelt.

## Jelenlegi keret
2023. január 31. szerint.
| #  |     | Poszt | Név              |
| -- | --- | ----- | ---------------- |
| 1  | DNK | K     | Marcus Bundgaard |
| 2  | FRA | V     | Terence Baya     |
| 3  | DEN | V     | Mattias Jakobsen |
| 4  | DEN | V     | Tobias Anker     |
| 5  | DEN | V     | Mads Greve       |
| 7  | DEN | CS    | Lucas Jensen     |
| 8  | DNK | KP    | Ayo Simon Okosun |
| 9  | DNK | CS    | Lasse Steffensen |
| 10 | CIV | CS    | Tiémoko Konaté   |
| 13 | NIR | K     | Jared Thompson   |
| 14 | DEN | KP    | Zander Hyltoft   |
| 15 | DEN | KP    | Carl Lange       |
| 16 | DEN | K     | Nicolai Vistisen |

| #  |     | Poszt | Név                  |
| -- | --- | ----- | -------------------- |
| 17 | DEN | V     | Emil Nielsen         |
| 18 | DNK | V     | Thomas Christiansen  |
| 19 | CMR | V     | Fabrice Mezama       |
| 20 | SWE | KP    | Diego Montiel        |
| 21 | DNK | CS    | Anton Søjberg        |
| 22 | DEN | V     | Rune Frantsen        |
| 23 | NED | KP    | Jelle van der Heyden |
| 29 | CMR | KP    | Victor Mpindi        |
| 31 | DNK | KP    | Magnus Kjellerup     |
| 77 | DNK | CS    | Wessam Abou Ali      |
| 97 | DNK | CS    | Oscar Buch           |

## Külső hivatkozások
- Hivatalos honlap